# Danka Kovinić
Danka Kovinić (serbisk: Данка Ковинић, født 18. november 1994 i Cetinje, Jugoslavien) er en professionel tennisspiller fra Montenegro.